# PRG (пропіленопровід)
PRG (пропіленопровід) – продуктопровід на північному заході Німеччини, який здійснює транспортування пропілену в інтересах ряду хімічних іпдприємств.
Трубопровід Propylenpipeline Ruhr (PRG)  з’єднує між собою:
- річковий термінал в порту Дуйсбургу, який дозволяє приймати для подачі в систему пропілен з газових танкерів. Тут же розташований резервуарний парк із чотирьої ємностей об'ємом по 2000 м3;
- майданчик хімічного концерну INEOS на протилежному від Дуйсбургу березі Рейну, у Мерсі. В 1936 році тут з’явився перший в історії завод з виробництва синтетичного пального, а наразі спеціалізуються на виробництві синтетичних спиртів, зокрема, ізопропілового, сировиною для якого і є пропілен;  
- завод компанії OXEA, яка займається продукуванням спиртів та їх деривативів у Обергаузені північніше Дуйсбургу;
- розташовані у Гельзенкірхені лінії з випуску поліпропілену саудійської компанії SABIC потужністю 500 тисяч тонн на рік (варто відзначити, що їх поява була пов’язана з місцевим продуцентом пропілену – піролізним виробництвом, що наразі належить  BP);
- хімічний парк у Марлі, де зокрема діють: виробництво кумену (отримують з пропілену та бензолу) компанії INEOS потужністю 260 тисяч тонн на рік (із запланованим розширенням); виробництво етиленпропілендієнового каучуку (EPDM) компанії LANXESS потужністю 70 тисяч тонн на рік.
Введений в дію у 2009 році трубопровід PRG має довжину 60 км та на основній ділянці від Дуйсбургу до Гельзенкірхену виконаний в діаметрі 200 мм. При цьому завершуюча ділянка до Марля має діаметр 100 мм, а відтинок Мерс – Дуйсбург – 150 мм. Глибина залягання спорудженого у підземному виконанні продуктопроводу 1,2 метра.